# Жувентуде
«Жувенту́де» (порт.-браз. Esporte Clube Juventude) — бразильский футбольный клуб из города Кашиас-ду-Сул, штат Риу-Гранди-ду-Сул. Благодаря удачным выступлениям команды в 1990-е годы «Жувентуде» стал присоединившимся членом Клуба тринадцати, организации сильнейших и популярнейших клубов Бразилии.

## История
«Жувентуде» был образован 29 июня 1913 года. Долгие годы команда не могла достойно конкурировать с двумя гигантами футбола штата — «Интером» и «Гремио». Однако в середине 1990-х годов «Жувентуде» собрал очень сильную команду, ставшую чемпионом штата в 1998 году и добившуюся наивысшего успеха в истории клуба, выиграв Кубок Бразилии в следующем году. В финале по итогам двух встреч «Жувентуде» обыграл «Ботафого». В 2000 году команда дебютировала в Кубке Либертадорес.
С начала 1970-х годов, когда в городе была образована вторая команда, самым принципиальным соперником «Жувентуде» стал клуб «СЭР Кашиас».
Начиная с конца 2000-х годов команда испытывает кризис. «Жувентуде» последовательно за несколько лет вылетел из элиты, затем из Серии B, а по итогам 2010 года, заняв 18-е место (последнее в одной из подгрупп) в Серии C, опустился в четвёртый эшелон бразильского футбола, Серию D. По итогам 2016 года «Жувентуде» сумел занять четвёртое место в Серии C и вернуться в бразильскую Серию B. По итогам розыгрыша второго дивизиона Бразилии в 2020 году клуб занял третье место и получил право играть в высшем бразильском дивизионе — Серии А.

## Символы

### Форма
- Основная форма команды: футболки белые в вертикальную зелёную полоску, белые или чёрные трусы и белые гетры.
- Запасная форма: белые футболки (с зелёной отделкой), зелёные трусы и гетры.

## Достижения
- Чемпион штата Риу-Гранди-ду-Сул (1): 1998
- Чемпион Кубка Бразилии (1): 1999
- Чемпион Бразилии в Серии B (1): 1994